# Муди
| Мађарски муди  |
| Мађарски овчар |

| ФЦИ:    | Група 1 Група 3 1#238               |                                             |
| CKC:    | Група 3 - Радни пси                 |                                             |
| KC(UK): | Нема стандард, користи ФЦИ стандард | Архивирано на веб-сајту (12. новембар 2014) |

Муди (лат. Canis Ovilis Fenyesi) је оригинална мађарска пастирска врста паса.

## Појава
Одрасли муди достиже тежину од 8 до 13 kg и висину од 38 до 47 cm. Длака му је средње таласасто коврџава и кратка на глави и ногама. Прихватљиве боје за ову расу паса су:црна, пепељаста, браон, бела, бледомрка. Муди има релативно кратак реп. Ако је пас рођен са дужим репом дозвољено је купирање.

## Темперамент
Муди је превасходно пас природе који има више истакнутих особина. Муди се може користити као ловачки пас, за против штеточина (глодара) и као чувар стада, пастирски пас. Иако је ова раса мање позната и популарна од боље знаних раса Пули и Комондор у Мађарској ова раса је веома на цени баш због своје појаве и универзалности. 

## Галерија
- Црно бели муди 2006
- Бледомрки муди